# Foug
Foug [fu] est une commune française située dans le département de Meurthe-et-Moselle, en région Grand Est.
Ses habitants sont appelés Faouins et Faouines.

## Géographie
La ville de Foug est située à 30 kilomètres à l’ouest de Nancy et à 10 kilomètres de Toul. Son altitude est de 261 mètres au niveau de la gare SNCF municipale. Les points culminants sont situés au nord (396 m) et au sud du village encaissé dans la vallée, en zones boisées.
Le ban communal, d’une superficie de 2 358 hectares, comporte en 2011, d'après les données Corine land Cover, près de 55 % de forêts, 35 % de prairies et terres arables, 10 % de zones anthropisées (zones industrielles et urbaines).
Le territoire est arrosé par les cours d'eau naturels que sont le ruisseau de  l'Ingressin (sur 4,917 km) et le ruisseau des Hautes Bruyères (sur 0,055 km) ainsi que les canaux artificiels comme le canal de la Marne au Rhin sur 3,26 km et son canal d'Alimentation sur 2,446 km.

La nationale 4 (Paris - Strasbourg) passe au sud du bourg, mais son tracé originel empruntait l'actuel D 400 par le village. 

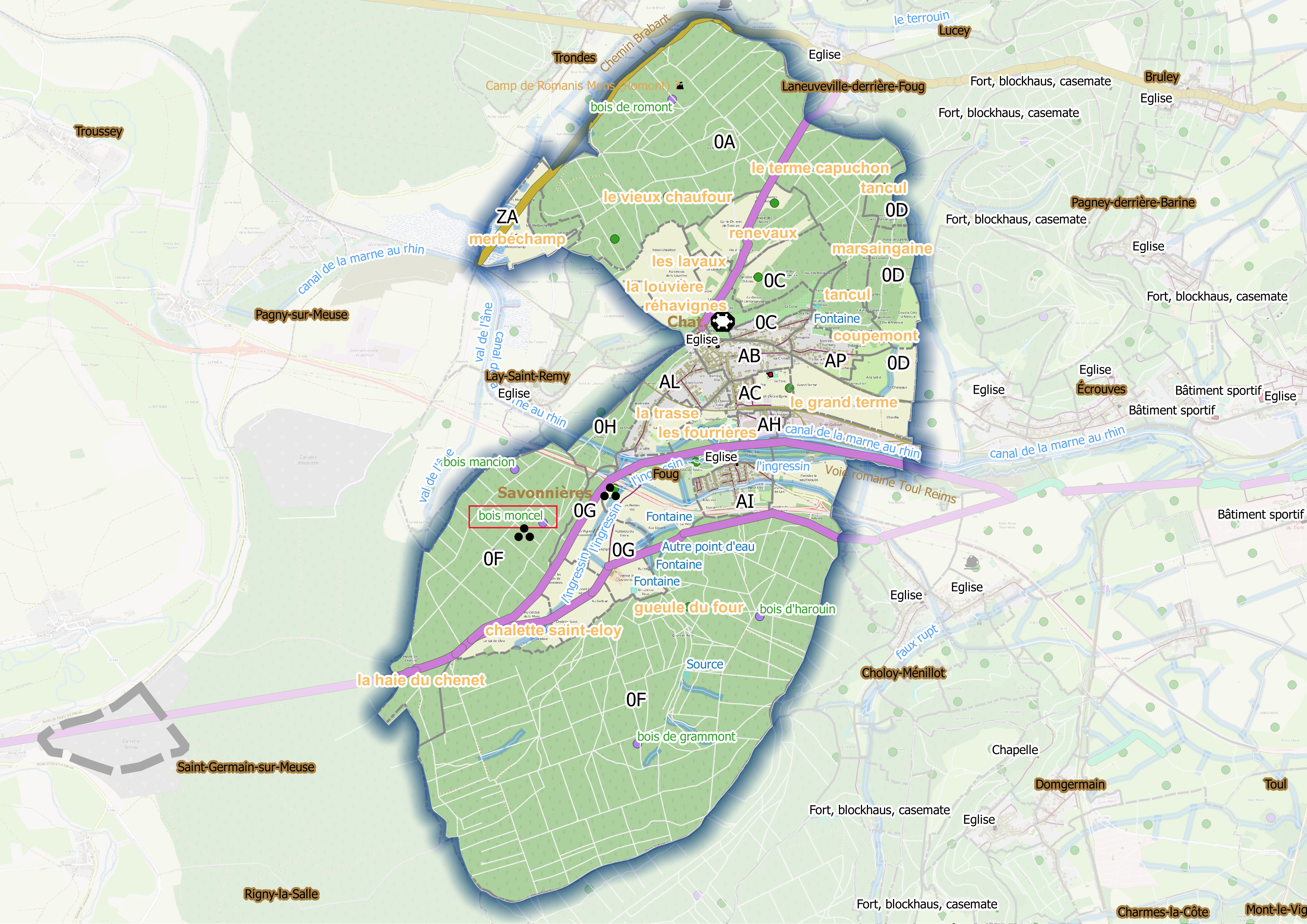
Foug (ban communal).
Entrée de Foug.
Viaduc de l'ancienne route nationale actuelle RD 400.

### Géologie
Foug comporte un exemple remarquable de capture fluviale : le Val de l'Asne (devenu vallée morte) quand jadis la Moselle (la petite Meuse) rejoignait la Meuse. L'obstacle géologique ayant barré la route à la Moselle est appelé « seuil de Foug ».

### Communes limitrophes
| Trondes                         | Laneuveville-derrière-Foug | Pagney-derrière-Barine |
| Lay-Saint-Remy                  | Foug                       | Écrouves               |
| Saint-Germain-sur-Meuse (Meuse) | Choloy-Ménillot            | Choloy-Ménillot        |

### Hydrographie
La commune est traversée par la ligne de partage des eaux entre les bassins versants du Rhin et de la Meuse au sein du bassin Rhin-Meuse. Elle est drainée par le canal d'Alimentation du le canal de la Marne au Rhin, le canal de la Marne au Rhin, le ruisseau des Hautes Bruyeres et le ruisseau l'Ingressin,.
Le canal d'alimentation du canal de la Marne au Rhin est un aqueduc, conduite forcée et un canal, chenal non navigable de 10 km qui relie la commune de Toul à la commune  où il se jette dans le canal de la Marne au Rhin.
Le canal de la Marne au Rhin, long de 293 km et comportant 178 écluses à l'origine, relie la Marne (à Vitry-le-François) au Rhin (à Strasbourg). Par le canal latéral de la Marne, il est connecté au réseau navigable de la Seine vers l'Île-de-France et la Normandie.

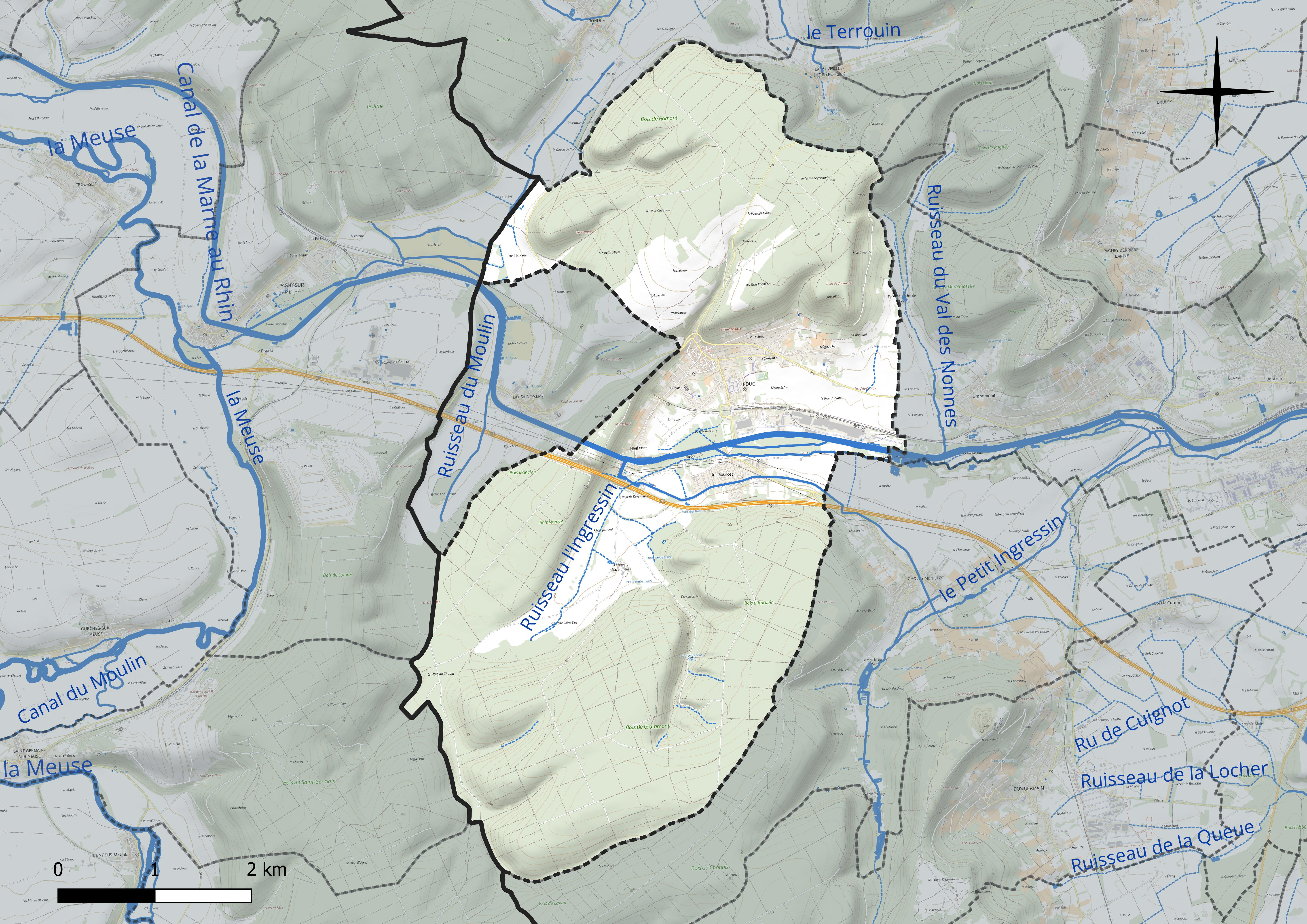
Réseau hydrographique de Foug.

### Climat
Pour des articles plus généraux, voir Climat du Grand Est et Climat de Meurthe-et-Moselle.
En 2010, le climat de la commune est de type climat des marges montargnardes, selon une étude du Centre national de la recherche scientifique s'appuyant sur une série de données couvrant la période 1971-2000. En 2020, Météo-France publie une typologie des climats de la France métropolitaine dans laquelle la commune est exposée à un climat océanique altéré et est dans la région climatique  Lorraine, plateau de Langres, Morvan, caractérisée par un hiver rude (1,5 °C), des vents modérés et des brouillards fréquents en automne et hiver.
Pour la période 1971-2000, la température annuelle moyenne est de 9,6 °C, avec une amplitude thermique annuelle de 16,8 °C. Le cumul annuel moyen de précipitations est de 877 mm, avec 12,7 jours de précipitations en janvier et 9,1 jours en juillet. Pour la période 1991-2020, la température moyenne annuelle observée sur la station météorologique de Météo-France la plus proche, « Nancy-Ochey », sur la commune d'Ochey à 16 km à vol d'oiseau, est de 10,5 °C et le cumul annuel moyen de précipitations est de 810,4 mm. 
La température maximale relevée sur cette station est de 39,6 °C, atteinte le 25 juillet 2019 ; la température minimale est de −19,1 °C, atteinte le 12 janvier 1987,,.
Les paramètres climatiques de la commune ont été estimés pour le milieu du siècle (2041-2070) selon différents scénarios d'émission de gaz à effet de serre à partir des nouvelles projections climatiques de référence DRIAS-2020. Ils sont consultables sur un site dédié publié par Météo-France en novembre 2022.

## Urbanisme

### Typologie
Au 1er janvier 2024, Foug est catégorisée bourg rural, selon la nouvelle grille communale de densité à sept niveaux définie par l'Insee en 2022.
Elle appartient à l'unité urbaine de Foug, une unité urbaine monocommunale constituant une ville isolée,. Par ailleurs la commune fait partie de l'aire d'attraction de Nancy, dont elle est une commune de la couronne,. Cette aire, qui regroupe 353 communes, est catégorisée dans les aires de 200 000 à moins de 700 000 habitants,.

### Occupation des sols
L'occupation des sols de la commune, telle qu'elle ressort de la base de données européenne d’occupation biophysique des sols Corine Land Cover (CLC), est marquée par l'importance des forêts et milieux semi-naturels (72,4 % en 2018), en diminution par rapport à 1990 (73,5 %). La répartition détaillée en 2018 est la suivante : 
forêts (53,9 %), milieux à végétation arbustive et/ou herbacée (18,4 %), terres arables (16,4 %), zones urbanisées (4,8 %), cultures permanentes (1,7 %), zones industrielles ou commerciales et réseaux de communication (1,6 %), zones agricoles hétérogènes (1,5 %), prairies (1,4 %), zones humides intérieures (0,3 %). L'évolution de l’occupation des sols de la commune et de ses infrastructures peut être observée sur les différentes représentations cartographiques du territoire : la carte de Cassini (XVIIIe siècle), la carte d'état-major (1820-1866) et les cartes ou photos aériennes de l'IGN pour la période actuelle (1950 à aujourd'hui).

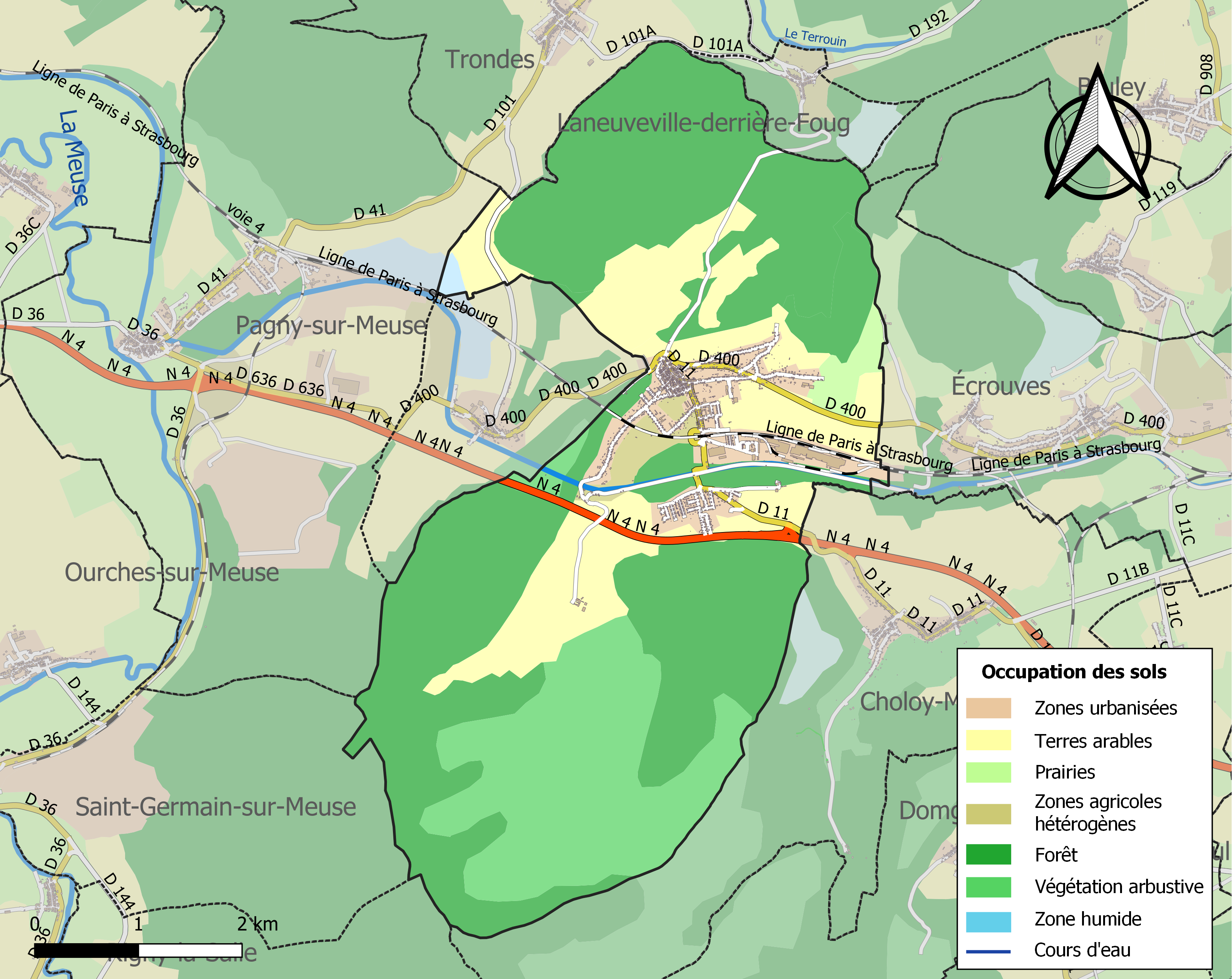
Carte des infrastructures et de l'occupation des sols de la commune en 2018 (CLC).

## Toponymie
Villa nuncupata Faho in pago Bedensi (770), Fao in pago Bedense et in comitatu Leuthardi (878), Ecclesia in Fao (936), Fagum (1065), Vineæ de Foug (1141) et Lou chastel de Fou (1322), sont les différentes graphies recensées.

Le toponyme Foug vient du latin Fagus qui signifie hêtre ; il apparaît donc en 770 sous la forme Faho. Foug fut nommé ainsi à cause de la forêt qui entoure le village, forêt presque exclusivement composée de hêtres et de chênes et qui est toujours aussi dense de nos jours. Les cendres de bois de hêtre servaient à fabriquer du savon, activité qui a perduré jusqu’au XIXe siècle et dont on retrouve des traces au lieu-dit Savonnières.

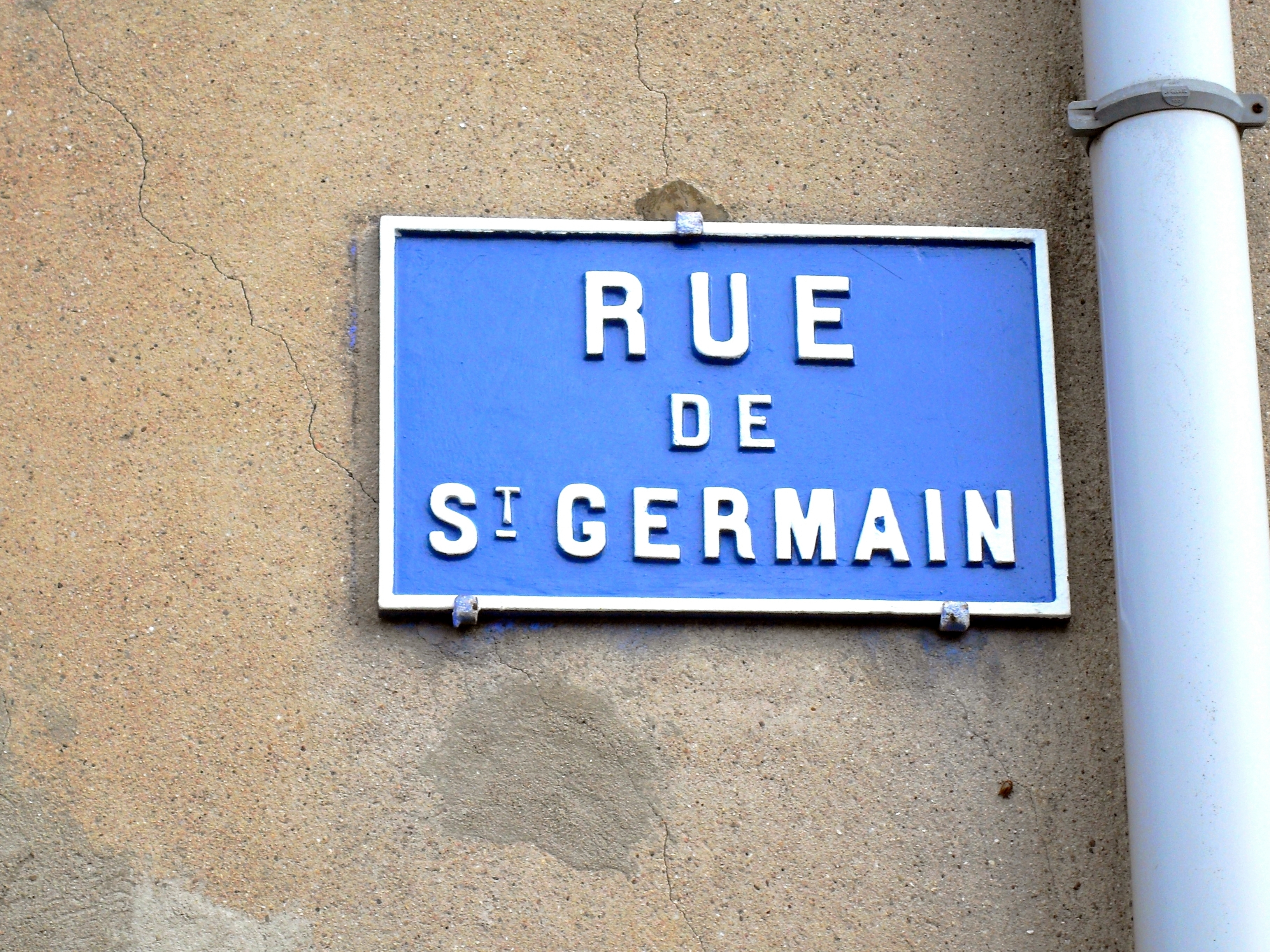
Plaque de la rue de Saint-Germain à Foug.

Le nom des habitants de Foug, les faouins et les faouïnes vient du patois lorrain : en effet le fâoué était le nom donné au hêtre. De plus le mot faouïne signifiait la faîne (fruit du hêtre).
La rue de Foug qui mène au Val-de-l'Asne s'appelle rue de Saint-Germain, ce qui témoigne de l'existence passée d'une liaison directe entre ces deux villages par ce dernier. Saint Germain étant aujourd’hui reconnu comme site antique de type Oppida,.

## Histoire

### Préhistoire
Aucun artefact de cette époque n'est signalé dans les répertoires archéologiques pour cette période.

### Protohistoire
Henri Lepage signale dans son ouvrage sur la Meurthe : « Dans la forêt qui couronne le coteau traversé par le canal de la Marne au Rhin, non loin de la voie romaine de Nasium à Toul, il existe une enceinte disposée à la façon d'un amphithéâtre avec gradins intérieurs elle doit remonter à une époque fort reculée, peut-être à la période celtique. » On cite la découverte en 1897, sur la colline de Moncel, d’objets de l’âge de bronze.

### Occupation romaine

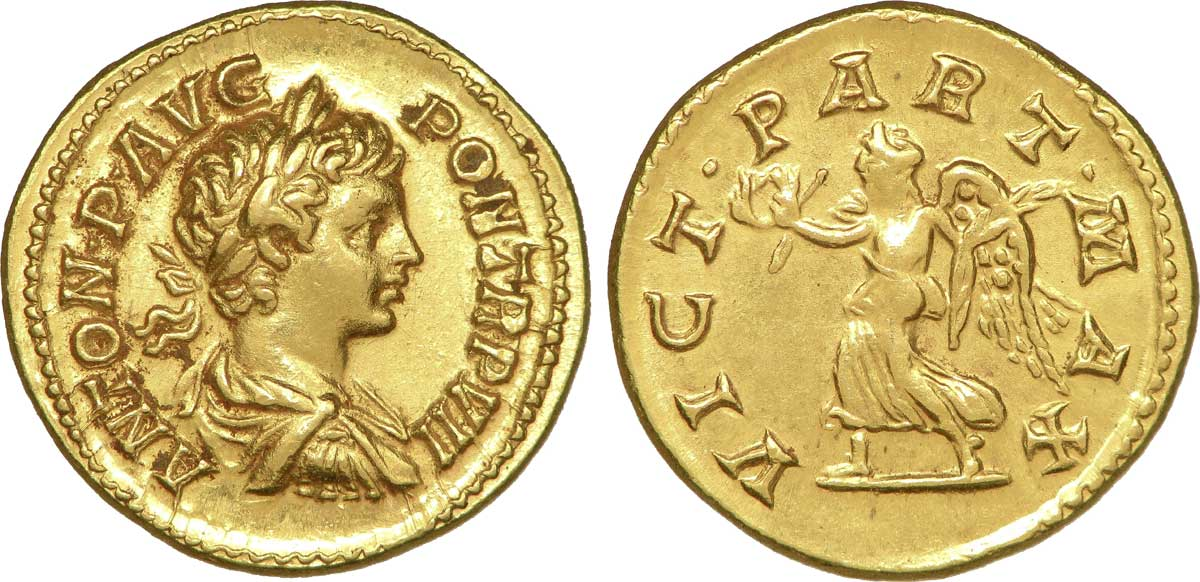
Un aureus de Caracalla, actuellement conservé au Musée d’Art et d’Histoire de Toul provient de ce site. Il pèse 7,82 g.

La voie romaine qui allait de Reims à Toul (Metz) passait par l’actuelle ferme de Savonnières. Au bord de cette voie, à Savonnières, vers 1955, on a trouvé un médaillon en terre cuite et un aureus de Caracalla émis en 198.
Il est fait mention, à plusieurs reprises de l'existence d'un camp romain dans le bois de Romont (Raumont) sans qu'aucun indice archéologique n'ait pu être présenté à ce jour. Ce lieu-dit est présent sur les trois communes de Trondes, Foug et Laneuveville.
Toutefois, sur le ban de la commune de Laneuveville-derrière-Foug, annexe de Foug sous l'ancien régime, E OLRY signale : « Au lieu-dit Les Sarrazines, substructions gallo-romaines importantes avec tuiles, débris de poteries, fragments de pierres sciées et de meules, etc. Vers 1820 on a extrait de cet endroit un vase en terre renfermant de nombreuses monnaies » ainsi que : « Le sommet et la base du Romont doivent avoir été couverts de constructions car le sol est tout semé de tuileaux, de poteries et autres débris de cette époque ». Des indices de la présence d'un établissement gallo-romain aux lieux-dits Champigneul et la ferme de Savonnières ont été mis en évidence en 1994 et 1998, il y avait eu auparavant la découverte de monnaies d'Auguste, Néron, Trajan Hadrien, Antonin Faustine et Marc-Aurèle.

### Moyen Âge
Il semble, compte-tenu de la présence de sépultures voisines de la villa, qu’à partir de l’époque mérovingienne, au cours des Ve au VIe siècle, la villa gallo-romaine de La Savonnière a été réoccupée par de nouveaux habitants, probablement après remise en état. Les chroniques indiquent en effet à de nombreuses reprises : À l’époque franque, il existait une villa royale (villa regia Saponaria) et une nécropole qui a été fouillée au XIXe au lieu-dit ancien cimetière de Savonnières.
Durant la première partie du haut Moyen Âge, Foug semble avoir été dépendante de l'Évêché de Metz. C'est sous l'autorité de l'évêque Angilram de Metz, que Foug est offerte en don à l'abbaye de Gorze en 770. La souveraineté de l'abbaye a été contesté à plusieurs reprises durant les siècles qui suivirent. En témoigne la nécessité d'un acte de Louis III le Jeune restituant la souveraineté de l'abbaye sur la ville en 878. Cet acte doit également être réitéré par deux fois par Otton Ier en 936 et 943.
Bien plus tard, les comtes de Bar ont fondé un château en 1218 qui fut détruit en 1634. Il se trouvait au sommet d'un éperon à 335 mètres d'altitude (lieu-dit la Motte du château) et dominait la ville fortifiée près de 65 mètres. Ce château résista au siège du duc de Lorraine en 1232. Il fut la résidence des comtes de Bar au XVe siècle. C’est au château de Foug que fut conclu le 20 mars 1419 le traité prévoyant le mariage de René Ier d’Anjou et d’Isabelle de Lorraine qui devait aboutir à l’union des duchés de Lorraine et de Bar. La dernière tour subsistante de ce château s'est écroulée en 1920.
Augustin Calmet précise dans sa notice sur la Lorraine : « Foug a pour annexe la Neuveville, dont le patron est saint Nicolas. La Neuveville ne faisait anciennement qu'une communauté avec Foug ; elle en fut séparée par l'autorité de Robert, duc de Bar, en 1414, sous le nom de la Petite-Foug, ce qui fut cause qu'en 1434 on en fit deux paroisses distinctes ».

### Ancien Régime
Au printemps 1659, une partie du régiment français du Maréchal-Duc de La Ferté-Sennecterre (la France occupant une partie de la Lorraine) s’installe à Foug. Un jeune ingénieur talentueux (breveté à 21 ans Ingénieur du Roi en date du 3 mai 1655) de 25 ans, affecté à ce régiment, avant d’être ensuite envoyé en garnison à Nancy, écrivit : « Je considérais plusieurs fois cette vallée [le val de l’Asne] qui me causait de l’admiration, parce qu’il me semble qu’il y ait eu là autrefois une communication de l’une à l’autre des rivières ». Ce jeune ingénieur deviendra maréchal de France sous le nom de Sébastien Le Prestre de Vauban.

### Époque moderne
À l'époque moderne, Foug semble tomber dans l'anonymat. Au XIXe siècle, ce n'est plus qu'un petit bourg viticole assez semblable à d'autres villages du vignoble des Côtes de Toul. Pendant longtemps, il fut réputé pour les vins qui y étaient produits alors que la forêt recouvre aujourd’hui les anciens vignobles.
Le développement de la commune à la fin de ce siècle, avec l'arrivée de l'industrie, en 1897, est le résultat de l'implantation des voies de communication au milieu du XIXe siècle. En effet après la construction de la ligne de chemin de Fer Paris Strasbourg et du canal de la Marne au Rhin, (voir tunnel-canal de Foug) le petit bourg viticole, de moins de 1 500 habitants en 1843, se retrouve propulsé en quelque sorte comme « vitrine » des technologies nouvelles.
En 1897, une petite fabrique s'installe entre les nouvelles voies de communication. La Société Anonyme des Carrelages Céramiques de Foug produit des carreaux et des pavés céramiques en grès non vitrifié. En 1914, elle dispose de sept fours et occupe 250 ouvriers. Les 260 000 m2 produits annuellement bénéficient du transport possible par voie ferrée et fluviale et représentent plus de 20 000 tonnes.
Le premier pas vers l'industrialisation franchi en 1897 est très vite relayé par l'implantation de la fonderie. La création de l'usine de Foug est décidée à la suite des grèves qui éclatent fin août 1905. Le directeur de la société décide alors de construire rapidement une autre unité pour éviter des situations aussi difficiles.
Avec l’arrivée des Fonderies, Foug passe en 10 ans, de 1 100 habitants à 3 000 et de 50 à 200 enfants scolarisés, ce qui va décider le conseil municipal à construire un nouveau groupe scolaire. Un journal du quotidien, l'express du midi du 21 octobre 1912, relate son inauguration dans un style très concis : 
« Ministre en voyage : M. Lebrun en Meurthe-et-Moselle

Toul, 20 octobre.

Aujourd'hui, avait lieu l'inauguration par M. Lebrun, ministre des colonies, du groupe scolaire de Foug, près de Toul.

Le ministre a été reçu a son arrivée à Foug par le conseil municipal ayant à sa tête le maire.

M, Lebrun est allé aussitôt visiter les bains-douches et le groupe scolaire où étaient réunis les enfants des écoles.

A midi, un banquet comprenant 600 couverts a été servi dans le préau des écoles et sous une vaste tente ».
Selon d'autres sources, le ministre était accompagné de la fanfare des usines Munier de Frouard et de la « Lyre touloise » devancé par les gendarmes à cheval et encadré par la compagnie des sapeurs pompiers. L'architecte du groupe scolaire est Mr Lucien Lafarge, architecte à Toul, adjoint au maire de Toul qui sera fait officier d'académie le 10 novembre 1912.
L'article des études touloises consacré à la ville de Foug précise que l'ensemble scolaire comportait à sa création 5 classes de filles, 5 classes de garçons et trois classes de maternelles implantées autour d'une cour plantée d'arbres et que des logements pour les maîtres étaient prévus.
Après la Deuxième Guerre mondiale, la reconstruction « fait tourner à plein régime » la fonderie de Foug. Mais la crise des années 1970 modifie les paramètres économiques. Si la fonderie de Foug, contrairement à beaucoup d'autres, a résisté aux menaces de fermeture grâce à son implantation sur un axe important de communication, ses effectifs sont néanmoins fortement réduits. Le nombre d'habitants commence alors à chuter inexorablement...
Des vignobles prospèrent à nouveau dans le Toulois, produisant l’excellent Gris de Toul, ayant obtenu l’AOC en 1998.

## Politique et administration
| Période                                  | Période                   | Identité              | Étiquette | Qualité |
| ---------------------------------------- | ------------------------- | --------------------- | --------- | --- |
| Les données manquantes sont à compléter. |                           |                       |           | |
| mars 1989                                | décembre 1997             | Nicole Feidt          | PS        | Fonctionnaire Députée de la 5e circonscription de Meurthe-et-Moselle (1997-2002) Conseillère générale du canton de Toul-Nord (1994-2001)                                                                      |
| janvier 1998                             | novembre 2007 (démission) | Michel Lamaze         | PS        | |
| novembre 2007                            | mai 2020                  | Michèle Pilot         | PS        | Employée de la sidérurgie retraitée Conseillère générale du canton de Toul-Nord (2001-2015) Conseillère départementale du canton de Toul (depuis 2015) Vice-présidente du conseil départemental (depuis 2015) |
| mai 2020                                 | En cours                  | Philippe Monaldeschi, | SE        | Ancien cadre métallurgique |

## Enseignement
D'après le site de l'inspection académique de Meurthe-et-Moselle, deux établissements primaires et un établissement du secondaire sont identifiés sur la commune :
- Les écoles élémentaires Du Luton et maternelle Les Tilleuls ;
- Le collège Louis-Pergaud.

## Population et société

### Démographie
L'évolution du nombre d'habitants est connue à travers les recensements de la population effectués dans la commune depuis 1793. Pour les communes de moins de 10 000 habitants, une enquête de recensement portant sur toute la population est réalisée tous les cinq ans, les populations de référence des années intermédiaires étant quant à elles estimées par interpolation ou extrapolation. Pour la commune, le premier recensement exhaustif entrant dans le cadre du nouveau dispositif a été réalisé en 2008.

En 2022, la commune comptait 2 622 habitants, en évolution de −2,46 % par rapport à 2016 (Meurthe-et-Moselle : −0,13 %, France hors Mayotte : +2,11 %).
| 1793  | 1800  | 1806  | 1821  | 1831  | 1836  | 1841  | 1846  | 1851  |
| ----- | ----- | ----- | ----- | ----- | ----- | ----- | ----- | ----- |
| 1 044 | 1 188 | 1 317 | 1 204 | 1 247 | 1 349 | 1 484 | 1 658 | 1 527 |

| 1856  | 1861  | 1872  | 1876  | 1881  | 1886  | 1891  | 1896  | 1901  |
| ----- | ----- | ----- | ----- | ----- | ----- | ----- | ----- | ----- |
| 1 240 | 1 291 | 1 258 | 1 268 | 1 243 | 1 180 | 1 094 | 1 018 | 1 170 |

| 1906  | 1911  | 1921  | 1926  | 1931  | 1936  | 1946  | 1954  | 1962  |
| ----- | ----- | ----- | ----- | ----- | ----- | ----- | ----- | ----- |
| 1 232 | 2 434 | 2 685 | 3 020 | 3 380 | 2 802 | 2 565 | 2 909 | 3 278 |

| 1968  | 1975  | 1982  | 1990  | 1999  | 2006  | 2008  | 2013  | 2018  |
| ----- | ----- | ----- | ----- | ----- | ----- | ----- | ----- | ----- |
| 3 415 | 3 373 | 3 048 | 2 873 | 2 740 | 2 762 | 2 769 | 2 668 | 2 638 |

| 2022  | - | - | - | - | - | - | - | - |
| ----- | - | - | - | - | - | - | - | - |
| 2 622 | - | - | - | - | - | - | - | - |

## Économie

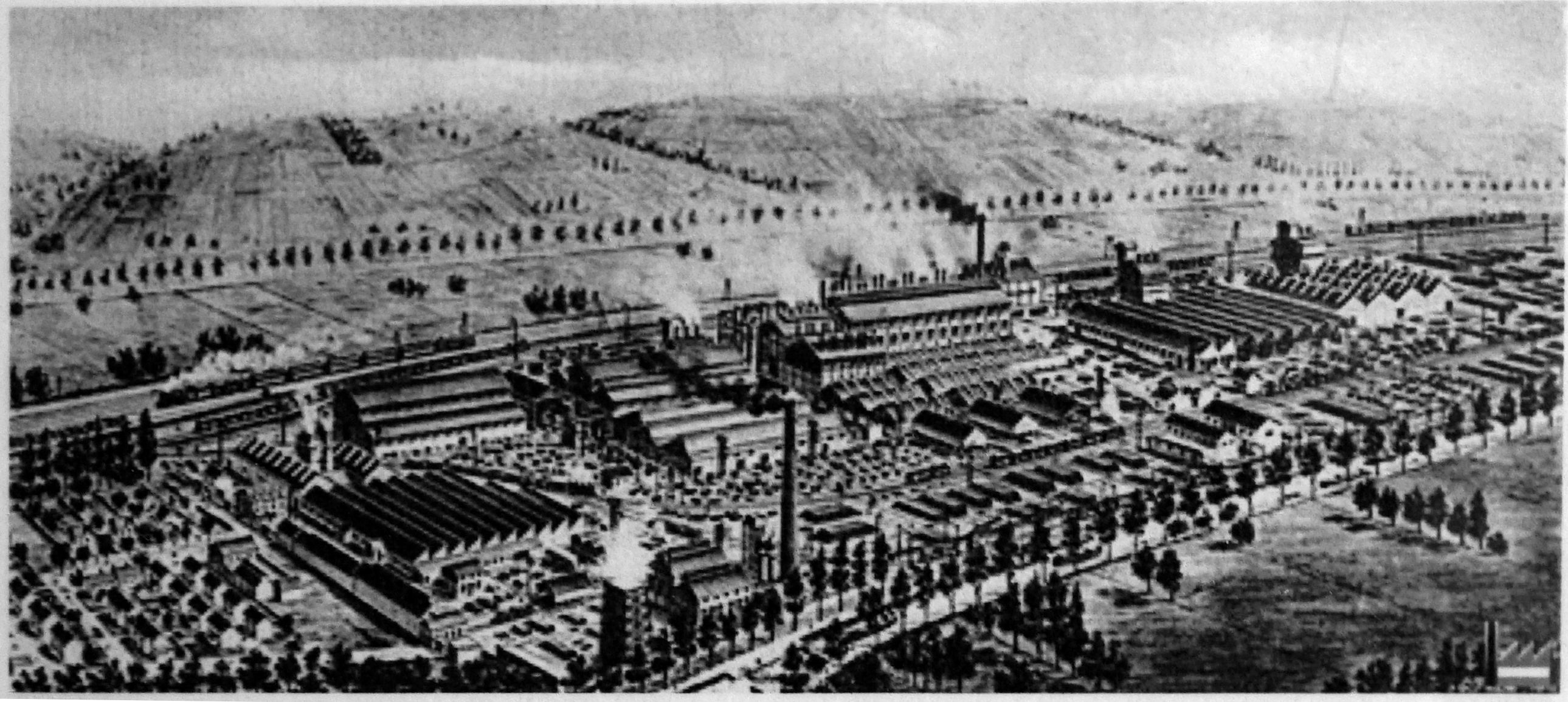
Pendant la Grande guerre, fabrication des grenades citron.

E. Grosse indique dans son ouvrage, vers 1836, au sujet des produits de la terre :
« Les produits de Bruley, Foug, Mont-le-Vignoble, Toul, etc., sont particulièrement recherchés...
Territoire : un des plus vastes du département et qui renferme 3005 hect. cadastrés, dont 2067 en forêts, 585 en terres labour, 59 en prés, 98 en jardins, constructions, friches, et 196 en vignes dont les produits sont fort estimés... »
indiquant ainsi la tradition viticole du village.(cf. carte historique du vignoble lorrain).

### Secteur primaire ouAgriculture
Le secteur primaire comprend, outre les exploitations agricoles et les élevages, les établissements liés à l’exploitation de la forêt et les pêcheurs.
D'après le recensement agricole 2010 du Ministère de l'agriculture (Agreste), la commune de Foug était majoritairement orientée sur la polyculture et le poly-élevage (auparavant même production) sur une surface agricole utilisée d'environ 345 hectares (inférieure à la surface cultivable communale) en forte diminution depuis 1988 - Le cheptel en unité de gros bétail s'est réduit de 418 à 224 entre 1988 et 2010. Il n'y avait plus que 4 (9 auparavant) exploitations agricoles ayant leur siège dans la commune employant 2 unités de travail (12 auparavant).

### Secteur secondaireIndustrie
Les fonderies de Foug qui dépendent actuellement des fonderies de Pont-à-Mousson.

## Culture locale et patrimoine

### Lieux et monuments
- L'église Saint-Étienne date de 1703. L'église est décorée de boiseries du chœur, d'un chemin de croix et de vitraux et possède un orgue datant de 1855 qui a été récemment restauré. Des concerts sont organisés régulièrement.
- Dans l'église, un monument aux morts, formé d'une pietà et deux plaques de noms.
- Monument aux morts.
- Ruines du château, création du comte Henri II de Bar en 1218 : vestiges d'enceinte fossoyée.
- Maison Kayser dont la niche avec statue de la Vierge, encastrée dans la façade, est classée au titre des monuments historiques par arrêté du 11 février 1927[46].
- Canal de la Marne au Rhin : écluses.
- Chemin de fer : tunnel.
- Lavoir sous le viaduc de la route nationale.

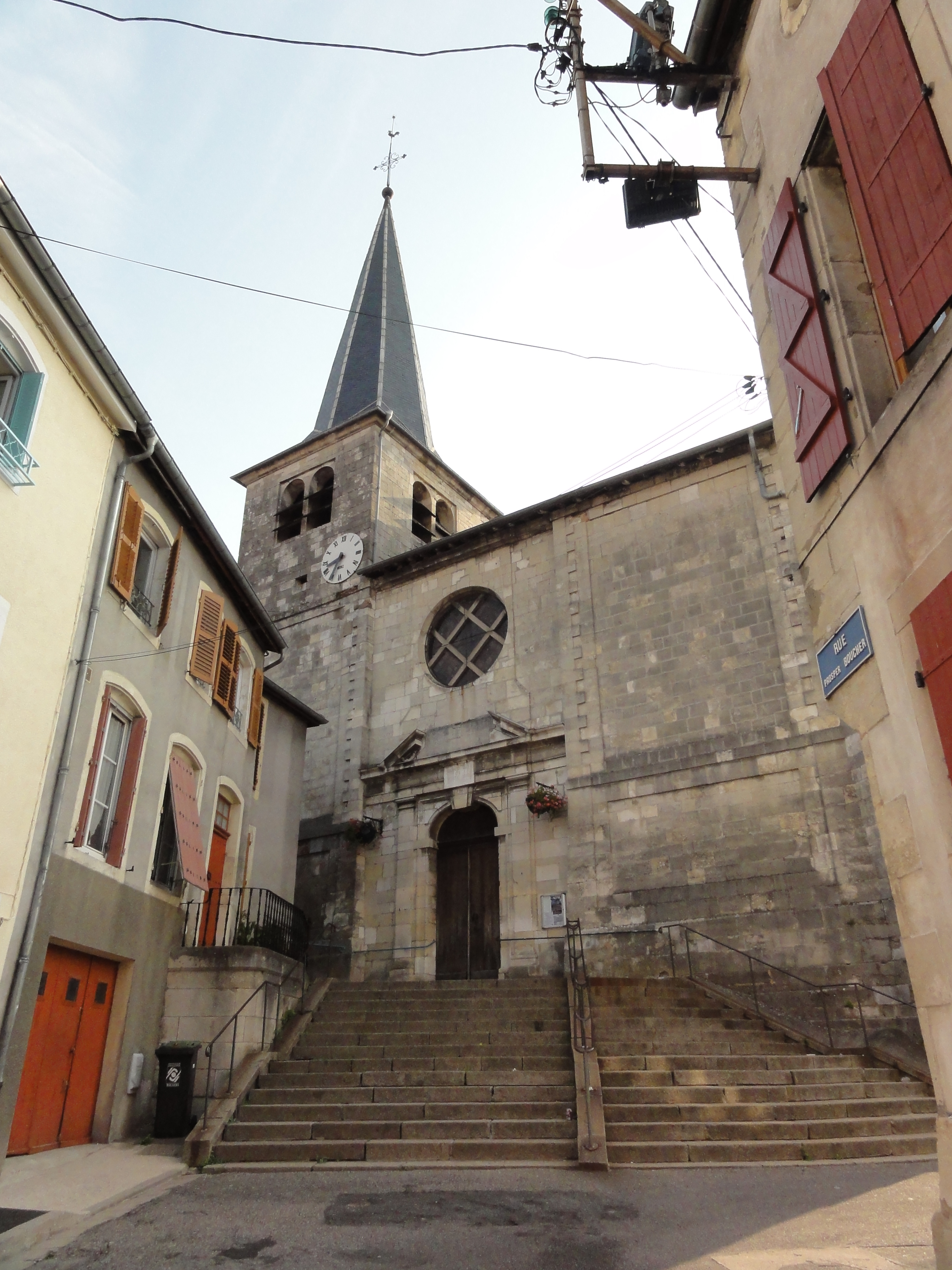
L'église Saint-Étienne.
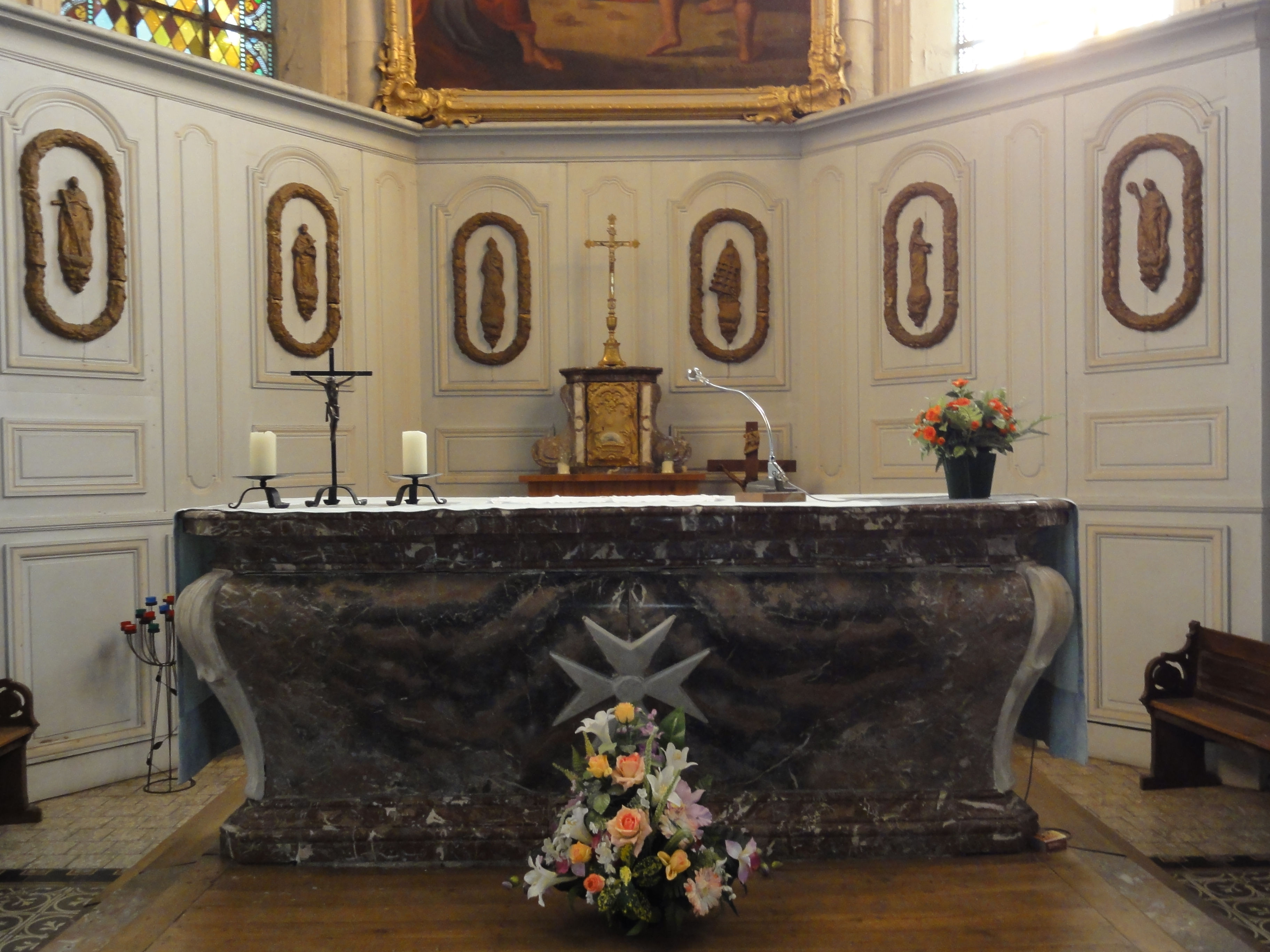
L'église, détail des boiseries du chœur.
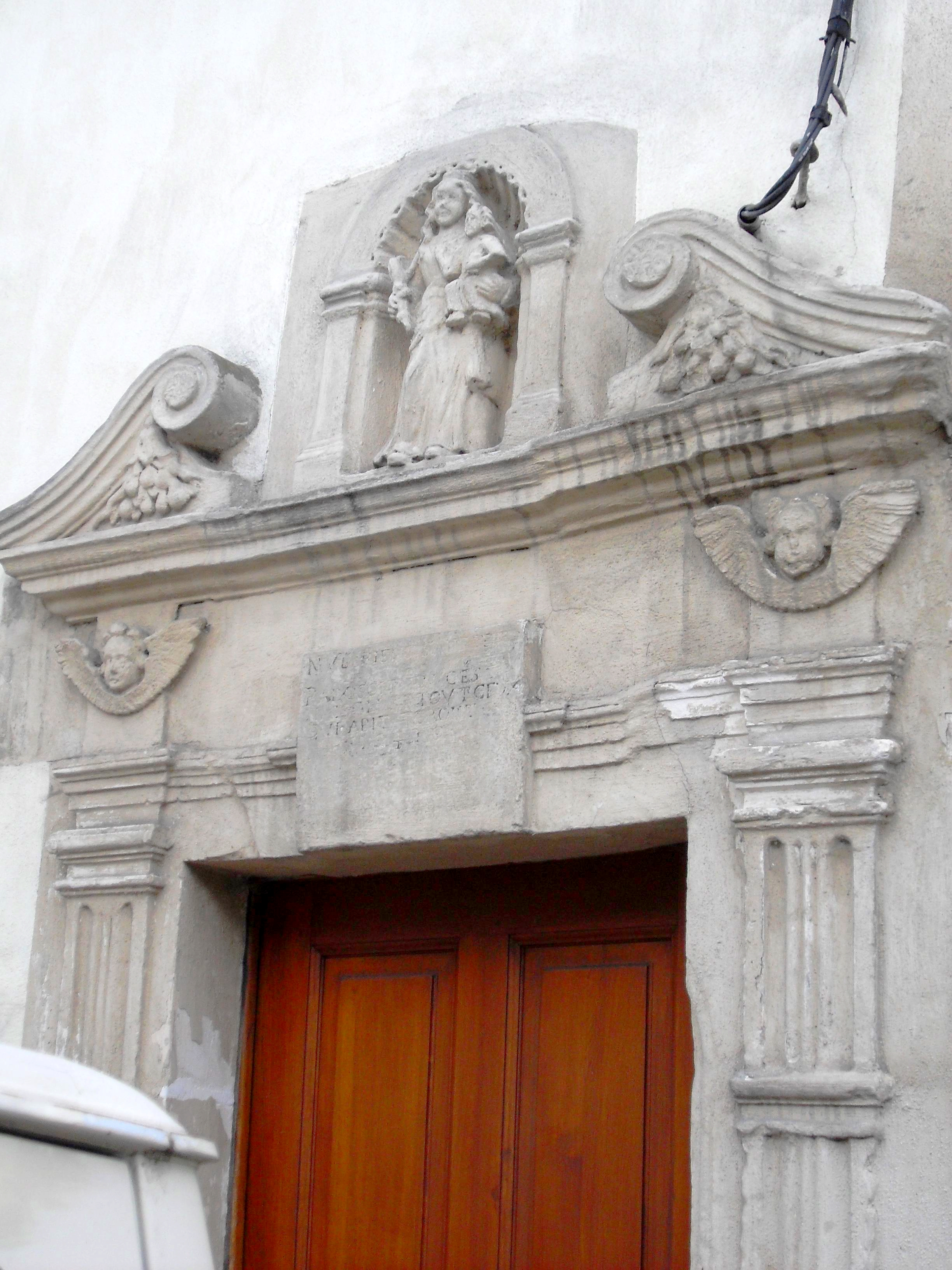
Maison Kayser.
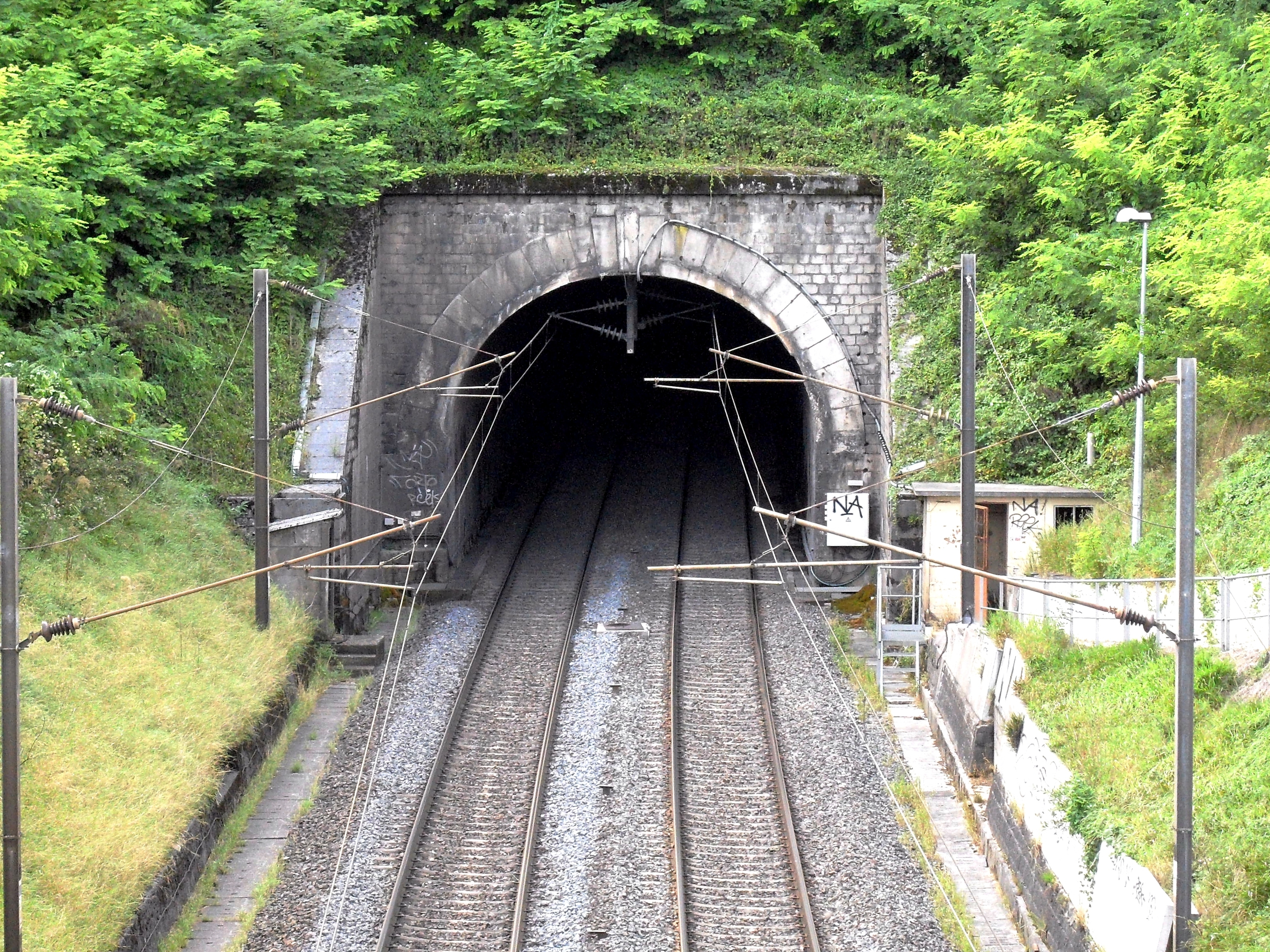
Tunnel du chemin de fer.
Lavoir sous le viaduc de la RN.
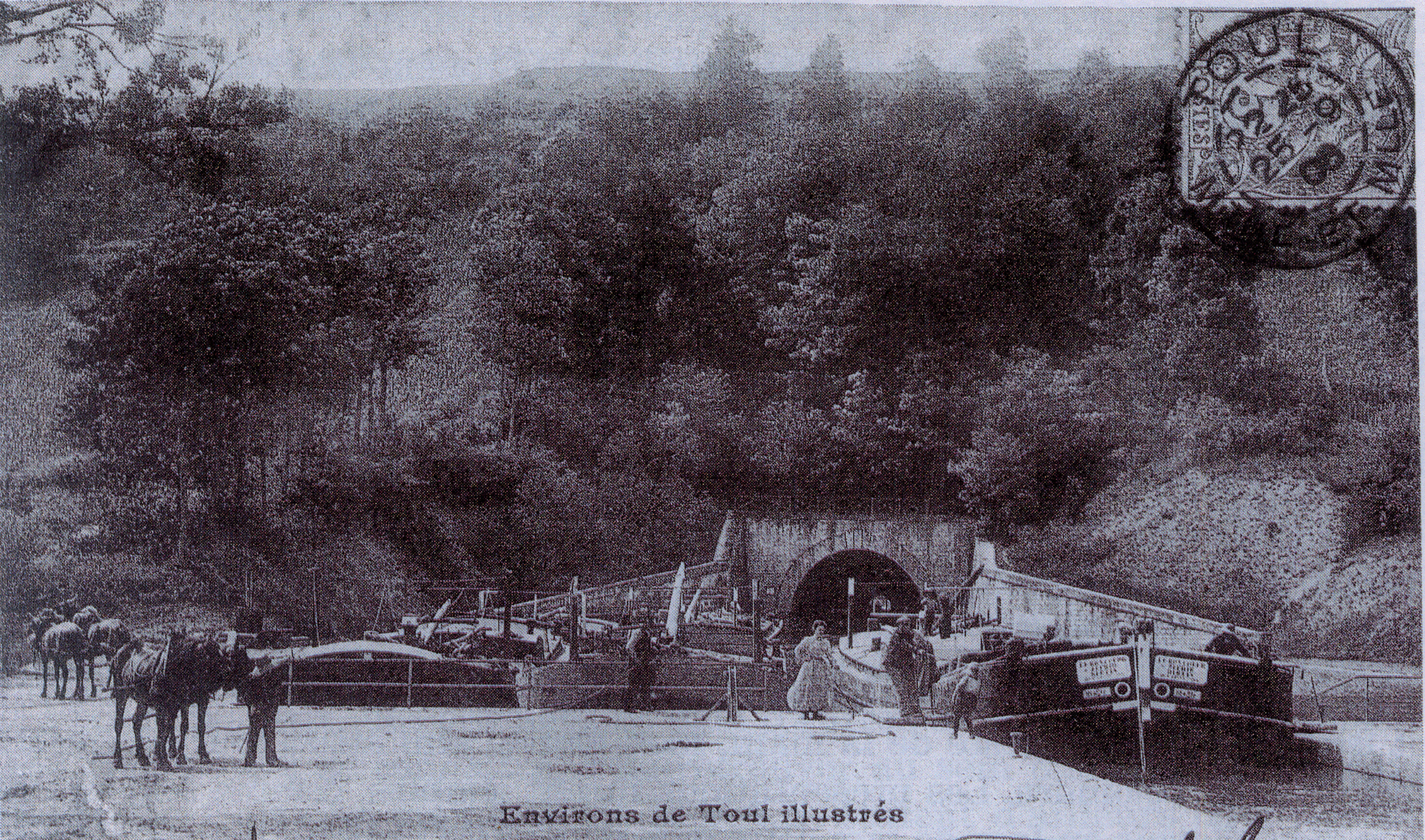
Le tunnel canal.

### Personnalités liées à la commune
- Léon Denis (1846-1927), philosophe spirite, disciple d'Allan Kardec.
- Adolphe Manier (1851-1929), évêque de Belley (1910-1929).
- Claude Schockert (1940-), natif de Foug, évêque de Belfort-Montbéliard.

### Héraldique
| Blason de Foug | Blason  | De sable à la croix patriarcale alésée d'argent une traverse en chef et une traverse en pointe, cantonnée de quatre croisettes patriarcales du même, sur le tout d'azur aux deux bars adossés d'or accompagnés de quatre croisettes recroisetées au pied fiché du même (selon Durival, Nicolas Luton). |
| Blason de Foug | Détails | Le statut officiel du blason reste à déterminer. |